# حادي بادي (فلم)
حادي بادي هو فيلم مصري عرض عام 1984، بطولة فريد شوقي وسمير غانم ونورا ودلال عبد العزيز، ومن إخراج حسن الصيفي.

## قصة الفيلم
يدرس الدكتور صابر (سمير غانم) في لندن ويتقابل هناك مع الدكتورة ليلى (دلال عبد العزيز) ويتزوجان وحين يعودا لمصر يتفقا على إخفاء زواجهما، ولا يخبر صابر عمه (فريد شوقي) بزواجه لأن عمه تاجر العطارة الثري هو الذي قام بتربيته والإنفاق عليه أثناء دراسته ويطمع في تزويجه من ابنته صبحية (نورا)، يقترح الدكتور جلال خال ليلى (سعيد عبد الغني) على صابر أن يتزوج ابنة عمه حتى لا يصاب عمه مريض القلب بصدمة ويتم الزواج بالمستشفى ويحتار صابر بين ليلى المشغولة عنه بعملها وصبحية الأقل ثقافة منه، تتفق صبحية مع أمها (زهرة العلا) وبمعاونة الشيخ قطامش (رأفت فهيم) على الإيقاع بصابر في براثن حبها وينجحان، تحمل صبحية من صابر وتقوم الدكتورة ليلى بتوليدها في مستشفى الدكتور جلال وتعلم ليلى أن المولود هو ابن زوجها من ابنة عمه صبحية فتنسحب من حياتهما بعد أن يقنعها خالها الدكتور جلال بذلك.

## طاقم التمثيل
- فريد شوقي: (خضر)
- سمير غانم: (الدكتور صابر)
- نورا: (صبحية)
- دلال عبد العزيز: (الدكتورة ليلى)
- سعيد عبد الغني: (جلال الشاذلي - خال ليلى)
- زهرة العلا: (زوجة خضر)
- رأفت فهيم: (الشيخ قطامش)
- راوية صالح
- سيف الله مختار
- سيد صادق
- بدرية عبد الجواد: (الخادمة)
- طارق حسن
- سمير العزبي
- مجدي صبحي
- طلعت زكريا: (الابن)
- سونيا محمود
- زيزي فريد
- شفيق جلال: (المطرب)
- نجوى سلطان: (الراقصة)

## فريق العمل
- إخراج: حسن الصيفي
- تأليف: نبيل غلام
- مدير التصوير: محمود نصر
- مونتاج: فكري رستم
- موسيقى تصويرية: عمار الشريعي
- إنتاج: أفلام سعد شنب
- توزيع داخلي: شركة مصر للتوزيع ودور العرض
- توزيع خارجي: شركة ترايتل العالمية